# Max Staercke
Max Staercke (* 5. September 1880 in Berlin; † 10. Juli 1959 in Detmold) war ein deutscher Zeitungsverleger und Politiker in Detmold.

## Leben
Staercke machte nach dem Besuch der Volksschule von 1895 bis 1899 Schriftsetzer- und Buchdruckerlehre in Blomberg. Seit 1905 war er Redakteur der Lippischen Landes-Zeitung, nach 1907 leitete er die Zeitung. 1912 kaufte er die Meyersche Hofbuchhandlung von Adolf Neumann-Hofer. 1920 erwarb er dann die Lippische Landes-Zeitung und führte sie als redaktioneller und geschäftlicher Leiter weiter. In den 1920er Jahren profilierte er sich trotz seiner nationalliberalen Gesinnung und gegen starke völkische Widerstände in Detmold als konsequenter Gegner des Antisemitismus. 1935 verkaufte er seine Zeitung zwangsweise an den NS-Verlag Lippische Staatszeitung. Nach dem Umzug nach Berlin gründete Staercke den Maximilianverlag. 1945 wurde er in Güstebiese (Ldkr. Königsberg) verhaftet und geriet in sowjetische Gefangenschaft. 1945 konnte er nach Detmold zurückkehren. 1955 erhielt er das Bundesverdienstkreuz.

## Politisches Wirken
1901 hatte Staercke die Lippische Liberale Partei mitgegründet. 1912 war er Stadtverordneter in Detmold. Bei der Landtagswahl in Lippe 1913 wurde er in den Landtag Lippe gewählt. Er war Mitglied des Volks- und Soldatenrates des Landes Lippe in der Zeit von November 1918 bis Februar 1919 und Mitglied des Landtages des Landes Lippe. In der Weimarer Republik wechselte er mehrfach die Parteizugehörigkeit. Die DDP vertrat er ab 1919 bis 1920 im Landtag, ab 1925 die Wirtschaftliche Vereinigung der Haus- und Grundbesitzer, Hypothekengläubiger und Sparer und ab 1929 die DVP. Von 1925 bis 1929 war er Mitglied des Lippischen Landespräsidiums im Kabinett Drake V und im Kabinett Drake VI sowie von 1927 bis 1929 Stellvertretender Bevollmächtigter Lippes zum Reichsrat. 1933 musste er seine politische Tätigkeit aufgrund der Machtergreifung der Nationalsozialisten beenden.
Zusammen mit Heinz Krekeler führte er nach dem Zweiten Weltkrieg die bestehenden beiden Kreisverbände der FDP im Kreis Lemgo und im Kreis Detmold zusammen und gründete am 6. September 1946 die Landesgruppe Lippe der FDP. 1949 wurde er als Ehrenmitglied in die Tübinger Burschenschaft Derendingia aufgenommen. Von 1948 bis 1956 war er Mitglied des Kreistags Detmold.